# Adrien Anneet
Adrien Anneet (* 15. November 1908 in Brüssel; † unbekannt) war ein belgischer Boxer. Er war Europameister bei den Profiboxern im Weltergewicht.

## Werdegang
Adrien Anneet nahm ohne großen Erfolg an den Olympischen Sommerspielen 1928 teil. Danach hatte er noch im selben Jahr sein Debüt als Berufsboxer. Seinen ersten Kampf verlor er am 16. September 1928 in Wandre gegen seinen Landsmann Verdieres. Er entwickelte sich aber trotzdem schnell zu einem der besten belgischen Boxer im Weltergewicht und ging am 2. April 1930 in Brüssel gegen Gustave Roth über die volle Kampfzeit von zehn Runden und unterlag nur nach Punkten. 1931 bestritt Anneet drei herausragende Kämpfe: Zunächst unterlag er am 15. Februar 1931 dem französischen Meister Edouard Tenet über zehn Runden nach Punkten. In der Revanche gelang ihm dann am 22. April 1931 in Brüssel ein Punktsieg. Am 16. Dezember 1931 besiegte er auch den holländischen Meister Huib Huizenaar nach Punkten.
Am 26. Oktober 1932 kämpfte Adrien Anneet im Palais des Sports in Brüssel gegen Gustave Roth um die Europameisterschaft im Weltergewicht und gewann durch Disqualifikation von Roth in der sechsten Runde. Am 4. Januar 1933 gelang es ihm, diesen Titel in Brüssel gegen den Italiener Vittorio Venturi durch einen Punktsieg nach 15 Runden zu verteidigen. Am 22. Mai 1933 verlor Anneet in Birmingham aber seinen EM-Titel durch eine Disqualifikations-Niederlage in der dritten Runde gegen den Engländer Jack Hood.
Am 8. November 1933 und am 10. Februar 1934 scheiterte Adrien Anneet bei dem Versuch, belgischer Meister im Weltergewicht zu werden. Beide Male verlor er gegen Nestor Charlier nach 15 Runden Kampfzeit nach Punkten. Am 1. Dezember 1933 kämpfte er erstmals auch in Deutschland und musste in Berlin eine Punktniederlage von Gustav Eder einstecken.
Im Jahre 1935 gelangen Adrien Anneet drei bemerkenswerte Siege. Er schlug am 16. Januar 1935 in Brüssel den Kölner Hein Domgörgen nach Punkten, erzielte in seinem nächsten Kampf am 2. März 1935 einen Punktsieg über Karel Sys und schlug am 9. Dezember 1935 auch den Deutschen Jupp Besselmann nach Punkten. Gegen den griechischen Ex-Europameister im Weltergewicht Anton Christoforidis musste er allerdings am 6. März 1936 in Paris eine Punktniederlage hinnehmen.
Am 29. September 1937 gelang es Adrien Anneet, auch belgischer Meister im Mittelgewicht zu werden. Er besiegte an diesem Tag Al Baker über 15 Runden nach Punkten, dem er den Titel am 2. April 1940 durch eine Punktniederlage auch wieder zurückgeben musste. In den Jahren 1940 und 1941 kämpfte er auch dreimal gegen Felix Wouters, den damals besten belgischen Mittelgewichtler. Alle drei Kämpfe verlor er dabei nach zehn Runden nach Punkten.
Bis zum Ende seiner Karriere versuchte Adrien Anneet noch zweimal, sich den belgischen Meistertitel von Al Baker zurückzuholen. Beide Male scheiterte er aber dabei, denn er verlor jeweils nach Punkten. Seinen letzten Kampf bestritt Anneet am 18. Februar 1946 in Rotterdam gegen den Niederländer Luc van Dam. Er musste dabei eine technische K.-o.-Niederlage in der sechsten Runde hinnehmen und beendete danach seine Karriere als Berufsboxer.